# Nellie Gifford
Pour les articles homonymes, voir Gifford.
Nellie Gifford (9 novembre 1880 - 23 juin 1971) est une militante républicaine et nationaliste irlandaise. 

## Jeunesse
Née Helen Ruth Gifford le 9 novembre 1880 à Phibsborough, Dublin, elle est la cinquième enfant et la deuxième fille de l'avocat Frederick Gifford (1835/6-1917) et d'Isabella Julia Gifford (née Burton ; 1847-181932). Son père est catholique alors que sa mère, nièce du peintre Frederic Burton est protestante. Tous les enfants de la famille sont élevés dans l'Église d'Irlande. Ses deux sœurs les plus connues sont l'artiste Grace Gifford et la journaliste Sidney Czira (en) (« John Brennan »),,. 
Gifford grandit à Rathmines et fréquente le Alexandra College (en). Elle suit une formation d'enseignante en économie domestique et travaille pendant sept ans pour le comté de Meath,. 

## Nationalisme
Pendant ce temps, Gifford découvre les conditions de vie des pauvres ruraux sans terres alors en logeant dans des cottages de travailleurs. Cela la pousse à devenir une partisane des campagnes du député nationaliste Laurence Ginnell. Elle est également influencée par le nationalisme et le féminisme de ses sœurs. Avec elles, elle s'implique dans la Irish Women's Franchise League (en) et rencontre Constance Markievicz. Elle joue aussi dans des pièces de théâtre dont Eleanor's enterprise de George A. Birmingham au Gaiety Theatre, une pièce produite par le mari de la comtesse, le comte Casimir Markievicz (en),. 
Au cours des émeutes de Dublin de 1913, elle aida James Larkin à entrer dans l'hôtel Imperial, le 31 août, pour s'adresser à la foule, déguisé comme un ecclésiastique âgé et infirme et se fait passer pour sa nièce. Elle s'adresse elle-même au personnel de l'hôtel pour empêcher que le fort accent de Larkin ne révèle son identité. Gifford devient, par la suite, une des membres fondatrices de l'Irish Citizen Army (ICA). Ce groupe attire beaucoup de femmes en raison des croyances féministes de James Connolly, un de ses fondateurs. Gifford donne des cours de cuisine de camp à Liberty Hall (en) et trouve des emplois pour des recrues venant de l'étranger. Grâce à ce travail, elle fait se rencontrer Michael Collins et son futur beau-frère, Joseph Plunkett, qui servent ensuite ensemble lors du soulèvement de Pâques 1916,. 
Gifford est la seule de ses sœurs à participer activement au soulèvement lui-même. Elle fait partie du contingent de la St Stephen's Green de l'ICA aux côtés de la comtesse Markievicz. Tout au long de la semaine, elle supervise l'approvisionnement de la garnison dans le bâtiment du Royal College of Surgeons in Ireland, commandant de la nourriture dans les magasins et les fourgonnettes à pain, et par messager dans d'autres garnisons. Elle assure également la livraison de provisions aux troupes basé dans le Royal College et dans des postes périphériques. Gifford est l'une des femmes arrêtées lors de la reddition et emprisonnée dans la prison de Kilmainham. Au même moment, dans la même prison, sa sœur Grace épouse Joseph Plunkett quelques heures avant sa mort. Le 8 mai 1916, douze femmes seulement sont toujours détenues. Gifford est du groupe transféré à la prison de Mountjoy jusqu'à sa libération le 4 juin 1916. Par la suite, elle continue de s'impliquer dans les campagnes indépendantistes,,,. 
Après son séjour en prison, Gifford pour les États-Unis où elle et d’autres femmes vétérans de la semaine de Pâques donnent des conférences. Là-bas, elle épouse Joseph Donnelly en 1918. En 1921, elle et leur fille d'un an, Maeve, le quittent pour retourner en Irlande,. 

## Fin de vie
Frederic Gifford meurt en septembre 1917 et lui laisse 800 £. Elle devient présentatrice et journaliste pour la radio nationale et la presse irlandaise. Tenant ça de son éducation, Gifford reste une protestante convaincue. Elle se consacre à préserver le registre historique du mouvement indépendantiste. Constatant le grand nombre de visiteurs pour le Congrès eucharistique de 1932 (en), elle organise une petite exposition de souvenirs de 1916 pour le Musée national d'Irlande, irritée par l'exposition d’artefacts religieux catholique dans le musée. Elle fait aussi campagne pour la création d'une exposition permanente sur l'histoire nationaliste irlandaise récente. Gifford coordonne un important corpus de documents relatifs aux organisations nationalistes, au soulèvement de Pâques et à la guerre d'indépendance, qui constitue désormais le noyau de la collection actuelle,. 
Au fil des années, Gifford est la secrétaire de la Old IRA Association , membre de la Old Dublin Society (en) et la fondatrice de la Kilmainham Gaol Restoration Society. Elle s'occupe également des chiens et chats errants et négligés. Elle meurt le 23 juin 1971 à la maison de retraite Gascoigne de Rathmines, à Dublin. 